# Wherever You Will Go
Wherever You Will Go is een nummer van de Amerikaanse rockband The Calling uit 2001. Het is de eerste single van Camino Palermo, het debuutalbum van de band.
Het nummer haalde in de Verenigde Staten de 5e positie en in het Verenigd Koninkrijk nummer 3. In Nederland en Vlaanderen kwam het nummer pas in 2002 in de hitlijsten. In de Nederlandse Top 40 haalde het nummer 31 en in de Vlaamse Ultratop 50 was het goed voor een 29e positie.